# Pyrocoelia
Pyrocoelia é um género de besouro pertencente à família Lampyridae.
As espécies deste género podem ser encontradas no sudeste da Ásia.

## Espécies
Espécies (lista incompleta):
- Pyrocoelia abdominalis Nakane, 1979
- Pyrocoelia amplissima Olivier, 1886
- Pyrocoelia analis (Fabricius, 1801)